# Партілле (комуна)
Комуна Партілле (швед. Partille kommun) — адміністративно-територіальна одиниця місцевого самоврядування, що розташована в лені Вестра-Йоталанд у південно-західній Швеції.
Партілле 280-а за величиною території комуна Швеції. Адміністративний центр комуни — місто Партілле.

## Населення
Населення становить 35 837 чоловік (станом на вересень 2012 року). 
| Кількість населення комуни Партілле за 1860-2010 роки | Кількість населення комуни Партілле за 1860-2010 роки | Кількість населення комуни Партілле за 1860-2010 роки | Кількість населення комуни Партілле за 1860-2010 роки | Кількість населення комуни Партілле за 1860-2010 роки |
| ----------------------------------------------------- | ----------------------------------------------------- | ----------------------------------------------------- | ----------------------------------------------------- | ----------------------------------------------------- |
| Рік                                                   |                                                       |                                                       | Населення                                             |                                                       |
| 1860                                                  | 1860                                                  |                                                       | 1 793                                                 | 1 793                                                 |
| 1900                                                  | 1900                                                  |                                                       | 3 131                                                 | 3 131                                                 |
| 1950                                                  | 1950                                                  |                                                       | 12 675                                                | 12 675                                                |
| 1970                                                  | 1970                                                  |                                                       | 24 588                                                | 24 588                                                |
| 1980                                                  | 1980                                                  |                                                       | 27 172                                                | 27 172                                                |
| 1990                                                  | 1990                                                  |                                                       | 30 420                                                | 30 420                                                |
| 2000                                                  | 2000                                                  |                                                       | 33 124                                                | 33 124                                                |
| 2010                                                  | 2010                                                  |                                                       | 35 084                                                | 35 084                                                |
| Джерело: SCB                                          |                                                       |                                                       |                                                       |                                                       |

## Населені пункти
Комуні підпорядковано 4 міські поселення (tätort) та низка сільських, більші з яких:
- Партілле (Partille) (фактично є частиною Гетеборга)
- Юнсеред (Jonsered)
- Еєрше (Öjersjö)
- Севедален (Sävedalen) (фактично є частиною Гетеборга)
- Когеґ (Kåhög)

## Галерея

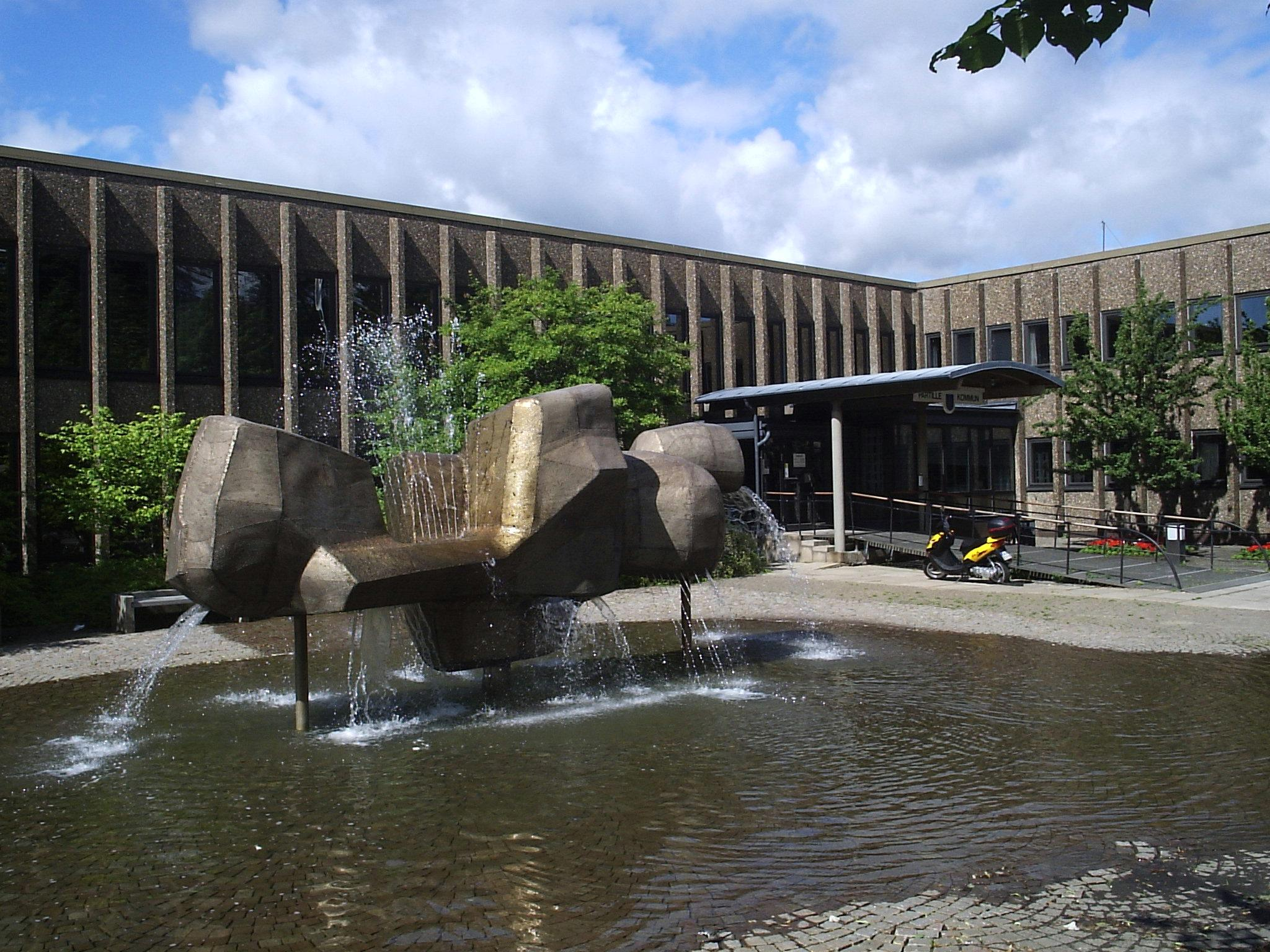
Управа комуни (Партілле)
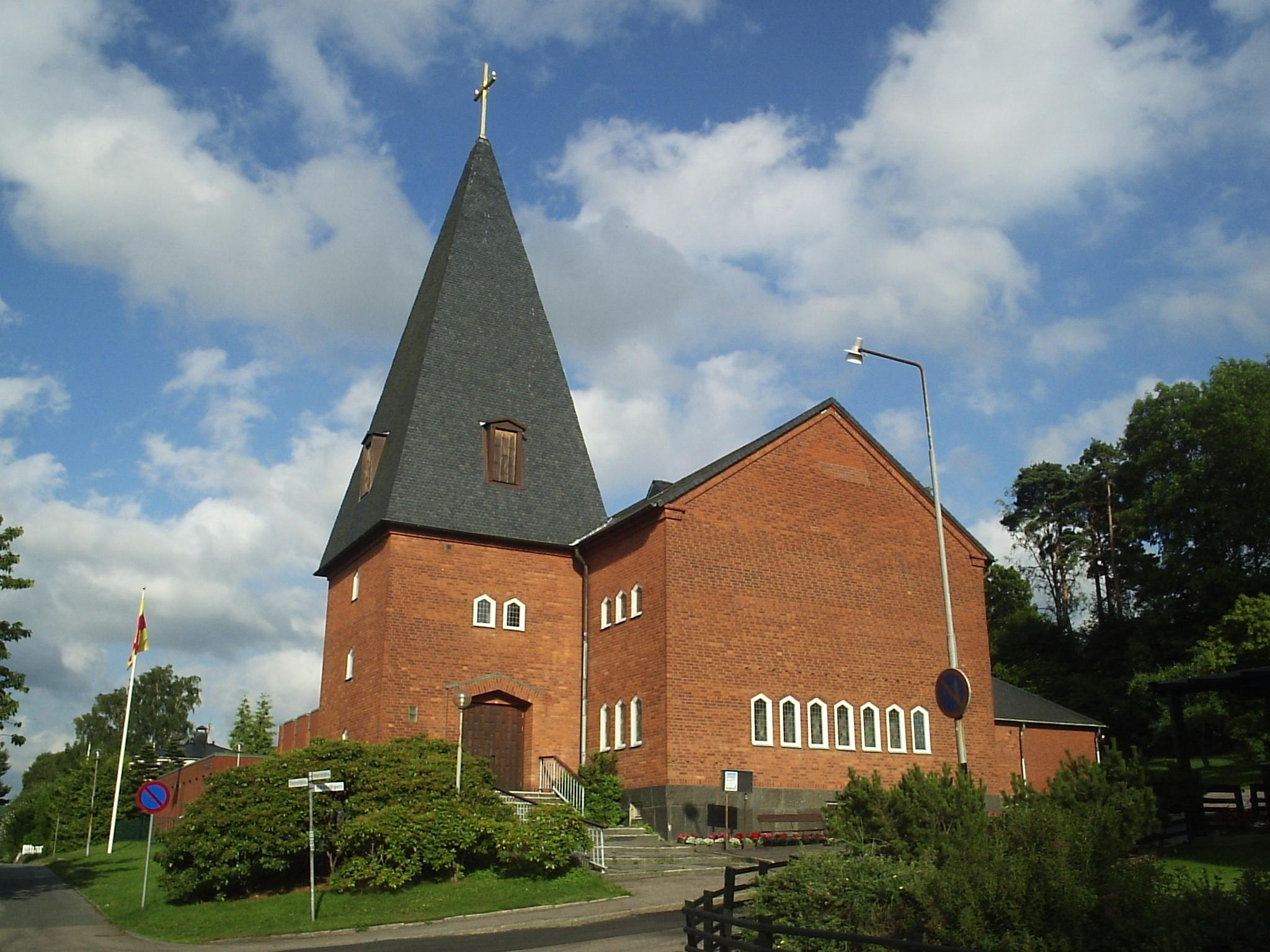
Церква (Севедален)
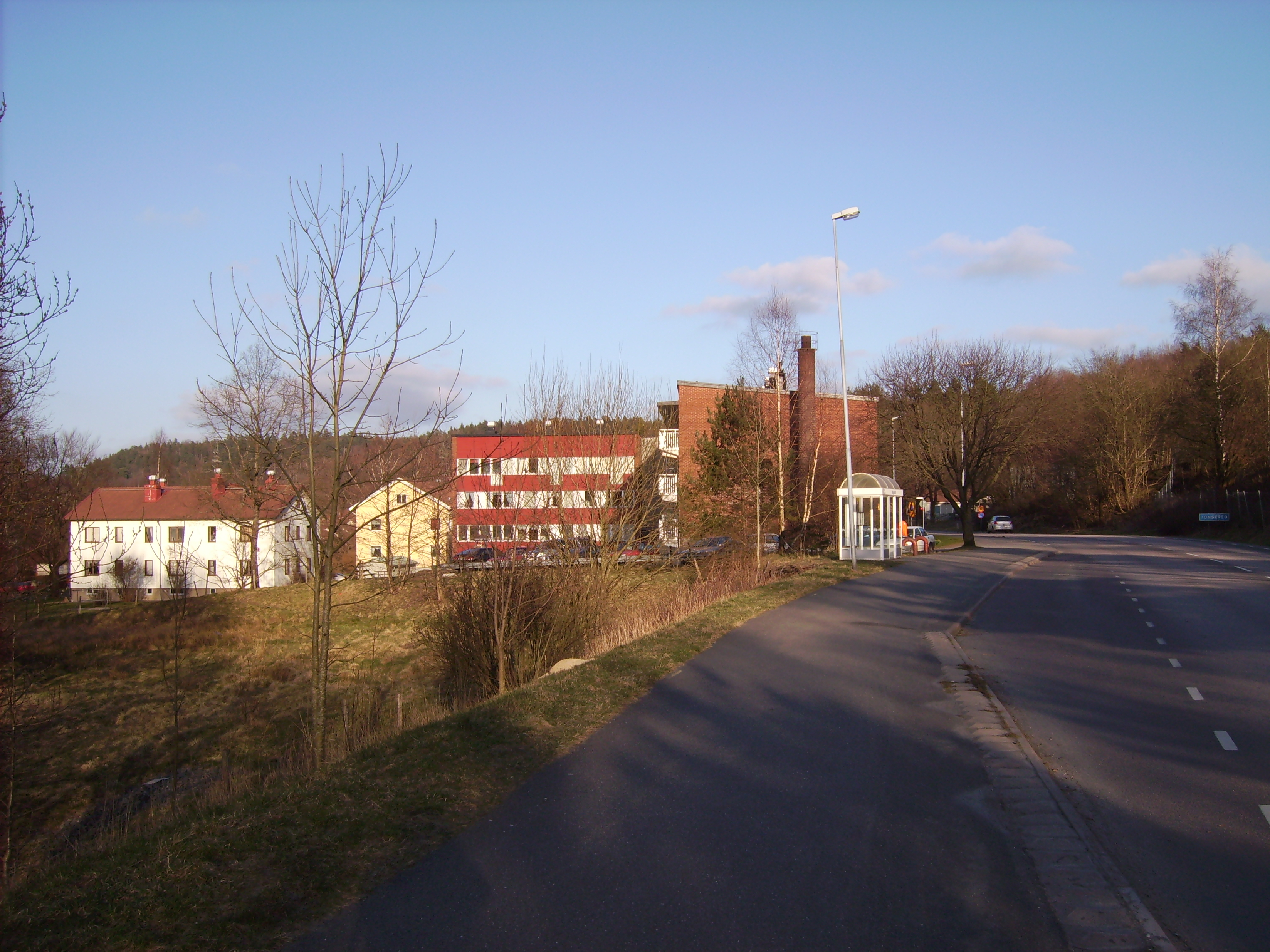
Містечко Юнсеред
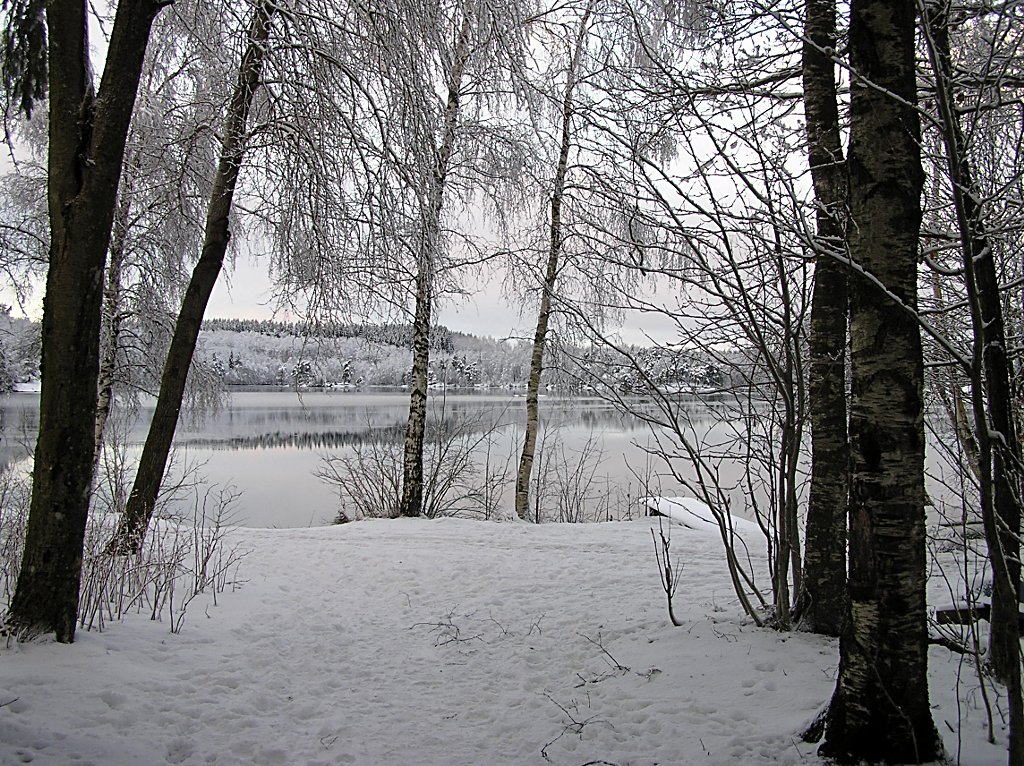
Озеро Кошен

## Виноски
1. ↑  Folkmangd i riket, lan och kommuner (шв.) . Центральне бюро статистики Швеції. Архів оригіналу за 20 серпня 2013. Процитовано 23 лютого 2013.